# فريز مهداوي
فريز نافع عطية مهداوي (19 أكتوبر 1951) دبلوماسي وسياسي فلسطيني من مدينة طولكرم، كان ممثلًا لمنظمة التحرير الفلسطينية ودولة فلسطين لدى عدد من دول العالم على فترات مختلفة.

## حياته
ولد فريز نافع عطية مهداوي في مدينة طولكرم الفلسطينية بتاريخ 19 أكتوبر 1951، وتلقى تعليمه الابتدائي والإعدادي في مدارس المدينة. حصل على شهادة البكالوريوس من جامعة بيروت في لبنان عام 1973، وعلى درجة الماجستير في الكيمياء الفيزيائية من جامعة السند في باكستان عام 1980.
شغل عدة مناصب من أبرزها:
- عضو الاتحاد العام لطلبة فلسطين (1978-1983).
- نائب رئيس الاتحاد العام لطلبة فلسطين (1984-1990).
- عضو في المجلس الوطني الفلسطيني (1984-1990).
- سفير دولة فلسطين لدى تنزانيا (1990-2005).[8]
- سفير دولة فلسطين لدى سيشل (1990-2005).
- سفير دولة فلسطين لدى جزر القمر (1990-2005).
- سفير دولة فلسطين لدى موريشيوس (1990-2005).
- سفير دولة فلسطين لدى اندونيسيا (2006-2016).[9]
- سفير دولة فلسطين لدى الصين (2016–2024).[10]